# イリリア (エンジェルの登場人物)
イリリア (Illyria) は、アメリカ合衆国のテレビドラマ『エンジェル』に登場する架空のキャラクター。彼女を演じた俳優はエイミー・アッカー。

## 特徴
古代の悪魔。ロサンゼルスに住む女性フレッドに寄生することでこの世に登場した。地獄にいたころは人間の頭蓋骨で作ったネックレスをしていた。
変身能力を持ち、たまにフレッドの姿をしていることがある。『After the Fall』でフレッドの肉体が死亡したときはかなり巨大な怪物に変身した。

## 性格
凶暴で残酷。フレッドの記憶を有するため、精神面でややアンバランスなところがある。

## 能力
車を押しつぶすほどの怪力を持つ。

## 外見

### 本来の姿
腕は頭足類の足のような形で吸盤がある。下半身と顔の部分は甲殻類に似る。頭には兜をかぶる。

## 関連する人物
エンジェル
エンジェル探偵事務所の所長。
ウェスリー・ウィンダム＝プライス
フレッドの恋人だった男。ウルフラム&ハートの弁護士。
スパイク
イリリアが地獄にいたころ同棲していた相手。